# قاراشيق
قاراشيق هي بلدة في مقاطعة أوزون في ولاية صرخنداريا في أوزبكستان.